# Бернар VI д’Арманьяк
Берна́р VI д’Арманьяк (фр. Bernard VI d'Armagnac; ок. 1270 — 1319) — граф д’Арманьяк и де Фезансак и виконт де Фезансаге (с 1285 г.), с 1280 по 1294 гг. — сир д’Альбре. Сын Жеро V (или VI), графа д’Арманьяка и де Фезансака и виконта де Фезансаге (ок. 1235—1285) и Маты де Беарн (ок. 1250—1317).

## Биография
В 1286 году, по настоянию деда, Гастона VII, виконта Беарна, Бернар д’Арманьяк принёс оммаж королю Англии Эдуарду за графства Арманьяк и Фезансак и за все другие земли, которые его отец держал от Генриха, короля Англии.
Это не помешало ему верно служить королям Франции во всех их войнах. В 1302 году он воевал в Италии под командованием графа Карла Валуа. Впоследствии Бернар д’Арманьяк принял участие во всех кампаниях, которые вёл во Фландрии Филипп Красивый, а затем его сын, Людовик X (1303, 1304, 1313 и 1315 гг.), командуя наиболее боеспособными отрядами королевской армии. Во главе четырёхсот латников и тысячи пеших сержантов он обеспечил победу в сражении при Монс-ан-Пюелле (18 августа 1304 года). Его заслуги и его верность были таковы, что граф д’Арманьяк был призван в «узкий» совет, созданный в 1316 году Филиппом V. Но его военная деятельность, принеся почести и славу, была весьма дорогостоящей и окончательно разорила его: в 1313 году ему пришлось занимать 2500 золотых флоринов для похорон своей жены.
Смерть деда привела к длительной борьбе между домами д’Арманьяк и де Фуа по поводу завещания их общего предка. Завещание, сделанное в основном в пользу графа де Фуа, Бернар VI считал фальшивым. В 1293 году дело дошло до судебного поединка в Жизоре, предотвращённого лишь личным вмешательством короля. Этот конфликт перерос в настоящую войну, которая, то утихая из-за малолетства глав обоих домов, то разгораясь вновь, продолжалась практически весь XIV век.
Разделение сеньориальных прав между графом и церковными властями привело Бернара д’Арманьяка к конфликтам с архиепископами Оша и Родеза. Вооруженная стычка людей графа с людьми архиепископа Родеза, в которой погибло 20 человек, привела к его отлучению от церкви архиепископом (1315). Отлучение было снято в 1317 году.
В 1286 году он, по настоянию дворянства, подписал Хартию основных кутюм Фезансака, которую им обещал ещё его отец.

## Семья и дети
Первым браком он был женат на Изабелле д’Альбре (ок. 1275 — 1 декабря 1294), дочери и наследнице Бернара Эзи IV, сеньора д’Альбре, и Жанны де Лузиньян-де-ла-Марш. Благодаря этому браку, при жизни жены, Бернар VI носил титул сира д’Альбре.
В 1298 году он женился на Сесиль де Родез (1278—1313), дочери и наследнице Анри II, графа де Родеза и его второй жены, Маскароны де Комменж. Завещание графа де Родеза в пользу младшей дочери от второго брака привело к многочисленным судебным тяжбам между потомками Сесиль и её старших сестер. Окончательно процесс закончится только в 1399 году.
От второго брака у него были:
Жан I (1305—1373), граф д’Арманьяк, де Фезансак и де Родез.
Мата, (ум. 1364), с 1321 жена Бернара Эзи V, сира д’Альбре.
Изабо, дама де Бера.
Некоторые исследователи добавляют Франсуазу де Фезансак (1298 — ??), жену Пьера Раймона I, графа де Комменжа (ок. 1295—1341).
Его побочный сын, Жан, бастард д’Арманьяк, по прозвищу Война (фр. La Guerre), принимал участие в войнах в Гаскони во главе наемных отрядов. Захваченный людьми короля, он получил свободу за обещание быть верным и покорным королю. Оставив оружие, он обратился к религии, был архиепископом и патриархом Александрии, а в 1376 г. управлял епископством Родеза.
Бернар VI, согласно его завещанию, был похоронен в Оше, рядом с отцом.